# Baby-Baby-Baby
Baby-Baby-Baby är en sång inspelad av den amerikanska R&B-trion TLC för deras tredje studioalbum Ooooooohhh... On the TLC Tip (1992). Midtempo spåret gavs ut som skivans ledande singel och blev gruppens tredje listetta och åttonde topp-tio singel på USA:s singellista Billboard Hot 100. Den tjänade även gruppens andra Grammy Award-nominering med utmärkelsen "Record of the Year". Singeln anses som TLC:s signaturlåt tack vare dess enorma framgångar internationellt. I USA, Storbritannien och Nya Zeeland certifierades "No Scrubs" platina och var den näst största singeln under 1992 enligt Billboards Year End Charts.